# Lytopsenella
Lytopsenella (лат. ) — род ос-бетилид из надсемейства Chrysidoidea (Bethylidae, Hymenoptera). 

## Распространение
Австралия.

## Описание
Мелкие и среднего размера осы-бетилиды. Самки и самцы крылатые. Максиллярные щупики 6-члениковые, лабиальные щупики состоят из 3 сегментов (фомула щупиков 6,3). Клипеус с крупной срединной долей. Переднее крыло с 6 ячейками (R, 1Cu, C, 1M, 1R1 и 2R1). Нотаули развиты. В переднем крыле две замкнутые ячейки: медиальная и субмедиальная. Паразитоиды гусениц бабочек. Род был впервые выделен в 1911 году, а его валидный статус подтверждён в ходе ревизии, проведённой в 2018 году бразильскими энтомологами Magno S. Ramos и Celso O. Azevedo.

## Классификация
8 видов, включая 6 ископаемых видов (Балтийский и Ровенский янтарь)
- †Lytopsenella baltica  Ramos & Azevedo, 2014
- †Lytopsenella crastina  (Brues, 1923)
- Lytopsenella herbsti  (Kieffer, 1904)
- †Lytopsenella kerneggeri  Ohl, 1995
- †Lytopsenella maritima  Ramos & Azevedo, 2014
- †Lytopsenella setigera  (Brues, 1923)
- †Lytopsenella simplex  (Brues, 1923)
- Lytopsenella testaceicornis  (Kieffer, 1910)